# Turniej o Złoty Kask 1975
Turniej o Złoty Kask 1975 – rozegrany w sezonie 1975 turniej żużlowy z cyklu rozgrywek o „Złoty Kask”. Wygrał Edward Jancarz, drugi był Zenon Plech, a Bogusław Nowak stanął na najniższym stopniu.

## Wyniki
Poniżej zestawienie czołowej piątki każdego z rozegranych 8 turniejów finałowych.

### I turniej
- 3 kwietnia 1975, Wrocław

| Msc. | Zawodnik         | Klub                  | Pkt |  |  |
| ---- | ---------------- | --------------------- | --- |  |  |
| 1    | Zygfryd Kostka   | Sparta Wrocław        | 15  |  |  |
| 2    | Piotr Bruzda     | Sparta Wrocław        | 13  |  |  |
| 3    | Zenon Plech      | Stal Gorzów Wlkp.     | 13  |  |  |
| 4    | Andrzej Wyglenda | ROW Rybnik            | 10  |  |  |
| 5    | Zenon Urbaniec   | Włókniarz Częstochowa | 9   |  |  |

### II turniej
- 10 kwietnia 1975, Częstochowa

| Msc. | Zawodnik           | Klub                  | Pkt |  |  |
| ---- | ------------------ | --------------------- | --- |  |  |
| 1    | Marek Cieślak      | Włókniarz Częstochowa | 14  |  |  |
| 2    | Zenon Urbaniec     | Włókniarz Częstochowa | 12  |  |  |
| 3    | Bogusław Nowak     | Stal Gorzów Wlkp.     | 10  |  |  |
| 4    | Henryk Glücklich   | Polonia Bydgoszcz     | 10  |  |  |
| 5    | Andrzej Jurczyński | Włókniarz Częstochowa | 10  |  |  |

### III turniej
- 8 maja 1975[1], Rybnik

| Msc. | Zawodnik         | Klub                 | Pkt |  |  |
| ---- | ---------------- | -------------------- | --- |  |  |
| 1    | Edward Jancarz   | Stal Gorzów Wlkp.    | 13  |  |  |
| 2    | Paweł Waloszek   | Śląsk Świętochłowice | 12  |  |  |
| 3    | Piotr Pyszny     | ROW Rybnik           | 12  |  |  |
| 4    | Andrzej Wyglenda | ROW Rybnik           | 10  |  |  |
| 5    | Jerzy Rembas     | Stal Gorzów Wlkp.    | 8   |  |  |

### IV turniej
- 22 maja 1975, Gorzów Wielkopolski

| Msc. | Zawodnik       | Klub                  | Pkt |  |  |
| ---- | -------------- | --------------------- | --- |  |  |
| 1    | Zenon Plech    | Stal Gorzów Wlkp.     | 15  |  |  |
| 2    | Marek Cieślak  | Włókniarz Częstochowa | 14  |  |  |
| 3    | Edward Jancarz | Stal Gorzów Wlkp.     | 13  |  |  |
| 4    | Jerzy Rembas   | Stal Gorzów Wlkp.     | 10  |  |  |
| 5    | Piotr Bruzda   | Sparta Wrocław        | 9   |  |  |

### V turniej
- 5 czerwca 1975, Leszno

| Msc. | Zawodnik           | Klub                  | Pkt |  |  |
| ---- | ------------------ | --------------------- | --- |  |  |
| 1    | Bogusław Nowak     | Stal Gorzów Wlkp.     | 14  |  |  |
| 2    | Jerzy Rembas       | Stal Gorzów Wlkp.     | 11  |  |  |
| 3    | Andrzej Jurczyński | Włókniarz Częstochowa | 10  |  |  |
| 4    | Andrzej Tkocz      | ROW Rybnik            | 10  |  |  |
| 5    | Bernard Jąder      | Unia Leszno           | 9   |  |  |

### VI turniej
- 3 lipca 1975, Opole

| Msc. | Zawodnik         | Klub                 | Pkt |  |  |
| ---- | ---------------- | -------------------- | --- |  |  |
| 1    | Jerzy Szczakiel  | Kolejarz Opole       | 15  |  |  |
| 2    | Franciszek Stach | Kolejarz Opole       | 11  |  |  |
| 3    | Paweł Waloszek   | Śląsk Świętochłowice | 10  |  |  |
| 4    | Edward Jancarz   | Stal Gorzów Wlkp.    | 10  |  |  |
| 5    | Andrzej Wyglenda | ROW Rybnik           | 9   |  |  |

### VII turniej
- 7 sierpnia 1975, Bydgoszcz

| Msc. | Zawodnik         | Klub                  | Pkt |  |  |
| ---- | ---------------- | --------------------- | --- |  |  |
| 1    | Edward Jancarz   | Stal Gorzów Wlkp.     | 15  |  |  |
| 2    | Henryk Glücklich | Polonia Bydgoszcz     | 13  |  |  |
| 3    | Zenon Plech      | Stal Gorzów Wlkp.     | 12  |  |  |
| 4    | Marek Cieślak    | Włókniarz Częstochowa | 10  |  |  |
| 5    | Piotr Pyszny     | ROW Rybnik            | 10  |  |  |

### VIII turniej
- 19 października 1975, Gdańsk

| Msc. | Zawodnik           | Klub              | Pkt |  |  |
| ---- | ------------------ | ----------------- | --- |  |  |
| 1    | Bogusław Nowak     | Stal Gorzów Wlkp. | 14  |  |  |
| 2    | Edward Jancarz     | Stal Gorzów Wlkp. | 13  |  |  |
| 3    | Jerzy Rembas       | Stal Gorzów Wlkp. | 12  |  |  |
| 4    | Andrzej Marynowski | Wybrzeże Gdańsk   | 12  |  |  |
| 5    | Roman Kościecha    | Stal Toruń        | 9   |  |  |

## Klasyfikacja końcowa
Uwaga!: Odliczono dwa najgorsze wyniki. Minimalna ilość startów do sklasyfikowania: 6.
| Poz | Zawodnik           | Klub                  | WRO | CZE | RYB | GOR | LES | OPO | BYD | GDA | Punkty |
| --- | ------------------ | --------------------- | --- | --- | --- | --- | --- | --- | --- | --- | ------ |
| 1   | Edward Jancarz     | Stal Gorzów Wlkp.     | 8   | 9   | 13  | 13  | 7   | 10  | 15  | 13  | 73     |
| 2   | Zenon Plech        | Stal Gorzów Wlkp.     | 13  | –   | 8   | 15  | 7   | 9   | 12  | –   | 64     |
| 3   | Bogusław Nowak     | Stal Gorzów Wlkp.     | 4   | 10  | 2   | 9   | 14  | 7   | 8   | 14  | 62     |
| 4   | Jerzy Rembas       | Stal Gorzów Wlkp.     | 2   | 4   | 8   | 10  | 11  | 9   | 9   | 12  | 59     |
| 5   | Marek Cieślak      | Włókniarz Częstochowa | 5   | 14  | 8   | 14  | 5   | 8   | 10  | 5   | 59     |
| 6   | Paweł Waloszek     | Śląsk Świętochłowice  | 7   | 5   | 12  | 8   | 9   | 10  | 5   | –   | 51     |
| 7   | Andrzej Wyglenda   | ROW Rybnik            | 10  | 5   | 10  | 5   | 6   | 9   | 8   | 0   | 48     |
| 8   | Piotr Pyszny       | ROW Rybnik            | 4   | 6   | 12  | 9   | 5   | –   | 10  | 6   | 48     |
| 9   | Henryk Glücklich   | Polonia Bydgoszcz     | 8   | 10  | 4   | 3   | 5   | 2   | 13  | 4   | 44     |
| 10  | Andrzej Tkocz      | ROW Rybnik            | 5   | 4   | 3   | 6   | 10  | 6   | 9   | 8   | 44     |
| 11  | Piotr Bruzda       | Sparta Wrocław        | 13  | 6   | 8   | 9   | 6   | 7   | 7   | –   | 44     |
| 12  | Andrzej Jurczyński | Włókniarz Częstochowa | 0   | 10  | 8   | 5   | 10  | –   | –   | 4   | 37     |
| 13  | Zenon Urbaniec     | Włókniarz Częstochowa | 9   | 12  | 7   | 5   | –   | 3   | –   | –   | 36     |
| 14  | Zygfryd Kostka     | Sparta Wrocław        | 15  | 8   | 6   | 0   | 2   | 3   | –   | –   | 34     |
| 15  | Franciszek Stach   | Kolejarz Opole        | 6   | 5   | 5   | 3   | 0   | 11  | 4   | –   | 34     |
| 16  | Henryk Żyto        | Wybrzeże Gdańsk       | 4   | 3   | 5   | 1   | 3   | 5   | –   | –   | 21     |

| Kolor    | Wynik      |
| -------- | ---------- |
| Złoty    | Zwycięzca  |
| Srebrny  | 2. miejsce |
| Brązowy  | 3. miejsce |
| Limanowy | 4. miejsce |
| cyjan    | 5. miejsce |